# Безопасность вещей
«Безопа́сность веще́й» (англ. The Safety of Objects) — драма 2001 года режиссёра и сценариста Роуз Троше. Премьера фильма в США состоялась 24 апреля 2001 года, а также 7 сентября того же года фильм был показан на кинофестивале в Торонто.

## Сюжет
Четыре семьи, живущие по соседству, которые уже давно забыли, что такое счастье, пытаются наладить нормальные человеческие отношения друг с другом. При этом они начинают понимать, что для этого им придётся избавиться от многих любимых и таких привычных вещей.

## В ролях
| Актёр             | Роль               |
| ----------------- | ------------------ |
| Гленн Клоуз       | Эстер Голд         |
| Дермот Малруни    | Джим Трэйн         |
| Джессика Кэмпбелл | Джули Голд         |
| Патриша Кларксон  | Аннетт Дженнингс   |
| Джошуа Джексон    | Пол Голд           |
| Мойра Келли       | Сьюзан Трэйн       |
| Роберт Клейн      | Говард Голд        |
| Тимоти Олифант    | Рэнди              |
| Мэри Кей Плейс    | Хелен Кристиансон  |
| Кристен Стюарт    | Сэм Дженнингс      |
| Алекс Хаус        | Джейк Трэйн        |
| Шарлотта Арнольд  | Салли Кристиансон  |
| Эндрю Эйрли       | Брюс Дженнингс     |
| Стефани Энн Миллс | Карен              |
| Анджела Винт      | Тина               |
| Аарон Эшмор       | Бобби Кристиансон  |
| К. Дэвид Джонсон  | Уэйн Кристиансон   |
| Хэйли Ванстолл    | Рэйанн Кристиансон |